# エミリー・サーテイン
エミリー・サーテイン（Emily Sartain、1841年3月17日 - 1927年6月17日）はアメリカ合衆国の画家、版画家である。1888年から1920年の間、フィラデルフィア女子美術学校(Philadelphia design school for women)の校長を務め、アメリカの女子美術教育に功績をあげた。 

## 略歴
フィラデルフィアで生まれた。父親のジョン・サーテインは進歩的な考えをもった出版会社のオーナーで版画家（メゾチント版画家）でもあった。兄たちも美術家になった。エミリーは1858年にフィラデルフィアの女子高校を卒業し、しばらくその高校で教師をした。父親から版画を学び、父親の友人のヨーロッパ出身の画家、クリスチャン・シュセーレから絵を学んだ。1862年に父親とヨーロッパを旅し、パリなどの美術館で絵の勉強をした。ヴェネツィアでは小説家のウィリアム・ディーン・ハウエルズとその妻で美術家のエリナー・ミード・ハウエルズと知り合った。南北戦争で南軍がフィラデルフィアに近づいたニュースが届いたので、親子は、急いで帰国した,。
ペンシルベニア美術アカデミーに入学し、後にアカデミーの教授となるシュセーレに学んだ。父親のジョン・サーテインはシュセーレの作品を版画にしている。アカデミーで学んでいたトマス・エイキンズとも知り合ったが、エイキンズは1866年にパリに留学した。1870年にパリでの修行から戻っていたメアリー・カサットと知り合い、1871年にカサットとヨーロッパに渡った。パリ、ロンドン、パルマ、トリノを訪れ、冬はイタリアで過ごした。パルマでは版画家のカルロ・ライモンディに学んだ。その後4年間、パリに滞在し、エヴァリスト・リュミネーに学んだ。フランスの女性画家、ジャンヌ・ロンジェと共同でスタジオを開き、友人のアメリカ人画家、フローレンス・エステもスタジオをしばしば訪れた。1875年にサロン・ド・パリに出展したが 、成功した医者で兄の妻のジャッド・サーテイン(Harriet Judd Sartain)から借りていた留学のための借金が増えてきたのでアメリカに戻ることにした。

シャルル・ジャラベールの原画による版画

1875年にフィラデルフィアにスタジオを設立し、絵画作品、版画作品を制作し、1876年のフィラデルフィア万国博覧会で女性画家として唯一となる金メダルを受賞した。1881年と1883年にはペンシルベニア美術アカデミーの展覧会で、最高の女性画家の作品に贈られるメアリー・スミス賞を受賞した。1881年から1883年の間、新聞「Our Continent」の美術記者としても働いた。シカゴ万国博覧会の展覧会にも出展した。義理の姉のジャッド・サーテインと女性による組織、New Century Clubを組織した。
1886年からフィラデルフィア女子美術学校(Philadelphia design school for women)の校長を務め、父親も副校長となった。教育内容を刷新し、ロバート・ヘンライやサミュエル・マレー、ダニエル・ガーバーといった優れた芸術家を教師に招いた。1890年代までにアメリカでの女性の美術教育での指導的な人物となった。

## 作品

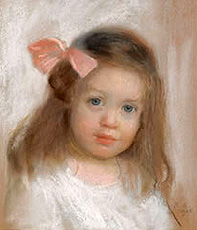
少女像
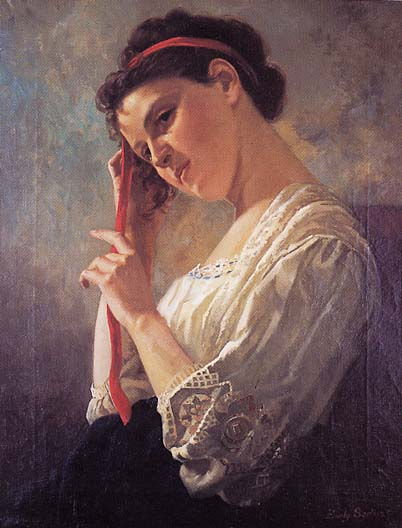
婦人像 (1878)